# Gummibandligatur (Hämorrhoiden)

Hämorrhoiden nach Applikation der Ligatur

Gummiband-Ligatur oder auch Gummiligatur bezeichnet ein medizinisches Verfahren zur Behandlung von Hämorrhoiden-Beschwerden.

## Anwendungsgebiet (Indikation)
Bei Hämorrhoiden 1. Grades ist das Verfahren eine Alternative zur Sklerosierung. Für die Behandlung von Hämorrhoiden vor allem 2. Grades gilt dieses Verfahren als ideal. Wegen der geringen Erfolgschancen bei drittgradigen Hämorrhoiden wird in der Regel nur dann darauf zurückgegriffen, wenn wichtige Gründe gegen eine Operation sprechen.

## Technik
Die Therapie erfolgt nach Reinigung des Rektums per Klistier durch ein starres Enddarm-Rohr (Proktoskop).
Über einen Applikator wird unter Einsaugen ein Gummiband am Fuße der Hämorrhoide appliziert. Dieses schnürt den vorfallenden (prolabierenden) Teil ab und unterbindet den örtlichen Blutfluss. Es kommt nach zwei bis drei Tagen zu einem vollständigen thrombotischen Verschluss des Gefäßes. Nach ein paar Tagen stirbt der abgeschnürte Gewebeteil ab und wird mitsamt dem Gummiband unbemerkt mit dem Stuhlgang ausgeschieden.
Das Verfahren ist kostengünstig und relativ einfach ambulant durchzuführen. Normalerweise verursacht die Behandlung keine Schmerzen, so dass keine Anästhesie erforderlich ist.

## Verlauf

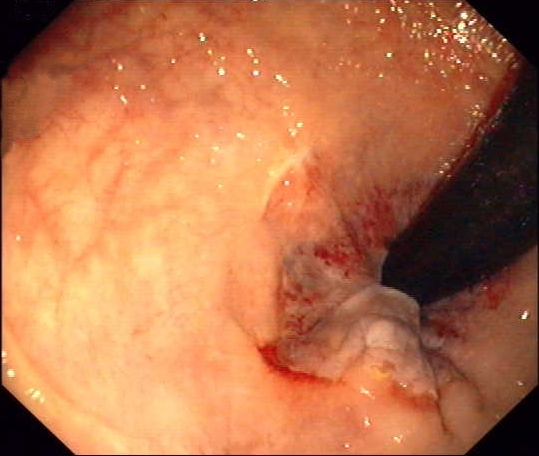
Hämorrhoide nach Abfallen der Ligatur

Die Behandlung erfolgt meist in mehreren Sitzungen im Abstand von ca. vier Wochen, da sie nicht an allen Knoten gleichzeitig vorgenommen werden kann. Das Ablösen von Knoten und Gummiband erfolgt in einem Zeitraum von etwa 7–10 Tagen (ausnahmsweise mehr) und verheilt dann einige Tage später.
Nach dem Abfallen der abgeschnürten Hämorrhoiden entsteht ein Ulkus, welches eine Narbe in der Schleimhaut erzeugt. Diese Narbe soll eine Rekanalisation (Wiedereröffnung) der Hämorrhoiden verhindern. Im Gegensatz zu den Sklerosierungs- oder operativen Methoden sind die Narben jedoch wesentlich flacher.
Eine Besserung der Hämorrhoiden-Beschwerden tritt bei einer sehr hohen Erfolgsrate relativ bald nach dem Eingriff ein und der Patient erholt sich sehr schnell von der Behandlung.

## Risiken und Komplikationen
Risiken der meist harmlosen Behandlung bestehen bei der Einnahme von gerinnungshemmenden Medikamenten (Nachblutung) und Latexallergie (selten auch schwerwiegende, allergische Reaktionen) sowie chronisch-entzündlichen Darmerkrankungen (Fistelbildung) und Infektionen.
Bei der Ausbildung des Ulcus kann es zu einer, in der Regel geringgradigen Blutung kommen. In 0,5 % der Fälle tritt eine starke Blutung auf, die endoskopisch gestillt werden muss. Gelegentlich kommt es zu zeitweise auftretenden Schmerzen.
Wie bei allen Eingriffen besteht auch hierbei ein geringes Risiko, durch Unachtsamkeit des Operateurs eine Verletzung oder eine Infektion davonzutragen.

## Rezidive
Die Rezidivquote hängt stark vom Verhalten und der Ernährung des Patienten ab. Behält er ungünstige Gewohnheiten bei, werden nach einiger Zeit wieder Beschwerden auftreten. Im Schnitt ist nach einer erfolgreichen Eradikation in fünf Jahren mit einer Rückfallrate von 30 bis 50 % zu rechnen.

## Geschichte
Die moderne Gummibandligatur wurde in den 1950er Jahren durch Blaisdell eingeführt und später durch Barron weiterentwickelt und technisch verfeinert, indem er ein mechanisches Instrument, den Barron Ligator einführte.
Es gibt jedoch bereits aus dem 5. Jahrhundert v. Chr. Berichte über ein solches Verfahren bei Hippokrates.